# Урсуле (Рековац)
Урсуле је насеље у Србији у општини Рековац у Поморавском округу. Према попису из 2022. било је 209 становника.
Овде се налазе Кућа Кадеве Милојевић, Запис Милошевића крушка (Урсуле), Запис Ђорђевића јасен (Урсуле) и Запис Бркића крушка (Урсуле).

## Историја
До Другог српског устанка Урсуле се налазило у саставу Османског царства. Након Другог српског устанка Урсуле улази у састав Кнежевине Србије и административно је припадало Јагодинској нахији и Левачкој кнежини све до 1834. године када је Србија подељена на сердарства.

## Демографија
У насељу Урсуле живи 331 пунолетни становник, а просечна старост становништва износи 48,0 година (44,8 код мушкараца и 51,3 код жена). У насељу има 145 домаћинстава, а просечан број чланова по домаћинству је 2,62.
Ово насеље је у потпуности насељено Србима (према попису из 2002. године), а у последња три пописа, примећен је пад у броју становника.
|  |

| Демографија | Демографија | Демографија |
| Година      | Становника  | Становника  |
| ----------- | ----------- | ----------- |
| 1948.       | 903         |             |
| 1953.       | 959         |             |
| 1961.       | 885         |             |
| 1971.       | 761         |             |
| 1981.       | 640         |             |
| 1991.       | 537         | 499         |
| 2002.       | 380         | 400         |

| Етнички састав према попису из 2002.‍ | Етнички састав према попису из 2002.‍ | Етнички састав према попису из 2002.‍ | Етнички састав према попису из 2002.‍ | Етнички састав према попису из 2002.‍ |
| ------------------------------------ | ------------------------------------ | ------------------------------------ | ------------------------------------ | ------------------------------------ |
|                                      |                                      |                                      |                                      |                                      |
| Срби                                 | Срби                                 |                                      | 380                                  | 100,0%                               |
| непознато                            | непознато                            |                                      | 0                                    | 0,0%                                 |

| Урсуле у пописима Јагодинске нахије — од 1818. до 1829.                           |       |       |       |       |       |       |          |       |       |       |       |       |
| Година пописа                                                                     | 1818. | 1819. | 1820. | 1821. | 1822. | 1823. | 1824/25. | 1825. | 1826. | 1827. | 1828. | 1829. |
| Куће                                                                              | 14    | 15    | 15    | 15    | 15    | 16    | 19       | 19    | 20    | 20    | 20    | 21    |
| Пореске главе*                                                                    | -     | 21    | 19    | 20    | 21    | 23    | 26       | 24    | 24    | 23    | 23    | 23    |
| Арачке главе**                                                                    | 20    | 51    | 56    | 57    | 56    | 53    | 61       | 59    | 61    | 63    | 66    | 67    |
| *Пореске главе = Ожењени мушкарци \| ** Арачке главе = Мушкарци од 7 до 70 година |       |       |       |       |       |       |          |       |       |       |       |       |

| Година пописа     | 1948. | 1953. | 1961. | 1971. | 1981. | 1991. | 2002. |
| ----------------- | ----- | ----- | ----- | ----- | ----- | ----- | ----- |
| Број домаћинстава | 196   | 195   | 217   | 219   | 183   | 162   | 145   |

| Број чланова      | 1  | 2  | 3  | 4  | 5  | 6 | 7 | 8 | 9 | 10 и више | Просек |
| ----------------- | -- | -- | -- | -- | -- | - | - | - | - | --------- | ------ |
| Број домаћинстава | 36 | 52 | 17 | 21 | 12 | 5 | 1 | 1 | 0 | 0         | 2,62   |

| Пол    | Укупно | Неожењен/Неудата | Ожењен/Удата | Удовац/Удовица | Разведен/Разведена | Непознато |
| ------ | ------ | ---------------- | ------------ | -------------- | ------------------ | --------- |
| Мушки  | 164    | 32               | 113          | 11             | 8                  | 0         |
| Женски | 171    | 8                | 115          | 48             | 0                  | 0         |
| УКУПНО | 335    | 40               | 228          | 59             | 8                  | 0         |

| Пол    | Укупно                    | Пољопривреда, лов и шумарство | Рибарство                            | Вађење руде и камена | Прерађивачка индустрија       |
| ------ | ------------------------- | ----------------------------- | ------------------------------------ | -------------------- | ----------------------------- |
| Мушки  | 108                       | 75                            | 0                                    | 0                    | 16                            |
| Женски | 52                        | 46                            | 0                                    | 0                    | 2                             |
| УКУПНО | 160                       | 121                           | 0                                    | 0                    | 18                            |
| Пол    | Производња и снабдевање   | Грађевинарство                | Трговина                             | Хотели и ресторани   | Саобраћај, складиштење и везе |
| Мушки  | 2                         | 3                             | 5                                    | 0                    | 2                             |
| Женски | 0                         | 0                             | 1                                    | 0                    | 0                             |
| УКУПНО | 2                         | 3                             | 6                                    | 0                    | 2                             |
| Пол    | Финансијско посредовање   | Некретнине                    | Државна управа и одбрана             | Образовање           | Здравствени и социјални рад   |
| Мушки  | 0                         | 2                             | 3                                    | 0                    | 0                             |
| Женски | 1                         | 1                             | 0                                    | 1                    | 0                             |
| УКУПНО | 1                         | 3                             | 3                                    | 1                    | 0                             |
| Пол    | Остале услужне активности | Приватна домаћинства          | Екстериторијалне организације и тела | Непознато            | Непознато                     |
| Мушки  | 0                         | 0                             | 0                                    | 0                    | 0                             |
| Женски | 0                         | 0                             | 0                                    | 0                    | 0                             |
| УКУПНО | 0                         | 0                             | 0                                    | 0                    | 0                             |

## Знаменитости
- Кућа Кадеве Милојевић, родна кућа Милоја Милојевића
- Запис Милошевића крушка (Урсуле)
- Запис Ђорђевића јасен (Урсуле)
- Запис Бркића крушка (Урсуле)

## Знамените личности
- Војислав Милојевић, учесник Првог светског рата и бригадни генерал Југословенске војске
- Милоје Милојевић, народни херој, учесник НОБ и генерал-пуковник ЈНА